# Герхард IV (Холщайн-Пльон)
Герхард IV фон Холщайн-Пльон (на немски: Gerhard IV von Holstein-Plön; * ок. 1277; † ок. 1323) от фамилията на графовете на Шауенбург и Холщайн, е от 1312 до 1323 г. граф на Холщайн-Пльон-Зегеберг.

## Биография
Той е първият син на граф Герхард II фон Холщайн-Пльон „Слепия“ (1254 – 1312) и първата му съпруга шведската принцеса Ингеборг (1262 – 1290/1293), дъщеря на шведския крал Валдемар I († 1302).
На 7 юни 1314 г. Герхард IV продава почти целият си наследствен дял на брат си Йохан III († 1359).
Герхард се жени на 30 юли 1313 г. за графиня Анастасия фон Шверин-Витенберг (* ок. 1291; † сл. 1316), вдовица на херцог Валдемар IV фон Шлезвиг († 1312), дъщеря на граф Николаус I фон Шверин-Витенберг († 1323) и втората му съпруга Мирослава от Померания (* ок. 1270). Съпругата му е сестра на Мирислава, омъжена 1327 г. за брат му Йохан III.

## Деца
Герхард IV и Анастасия фон Шверин-Витенберг имат две деца:
- Герхард V (ок. 1315 – 22 септември 1350), граф на Холщайн-Пльон (1323 – 1350), каноник в Любек
- Ингеборг фон Холщайн-Пльон (ок. 1316 – сл. 1349), омъжена ок. 1340 г. за граф Конрад фон Олденбург († 1347), родители на Кристиан V фон Олденбург

## Печат
S(IGILLUM)*GHERARDI*DEI*GRA(TIA)*P(RAE)POSIT(US)*LUBIC(E)N(SIS)/
Siegel Gerhards von Gottes Gnaden Dompropst zu Lübeck.